# آلینا کاسابیوا
آلینا کاسابیوا (به روسی: Алина Касабиева، آوانگاری: زادهٔ ۶ مارس ۲۰۰۲) یک کشتی‌گیر آزادکار زن اهل کشور روسیه است.